# Вербівська сільська рада (Пологівський район)
| Вербівська сільська рада — колишній орган місцевого самоврядування у Пологівському районі Запорізької області з адміністративним центром у с. Вербове. Сільській раді були підпорядковані населені пункти: - с. Вербове |

## Склад ради
Рада складалася з 16 депутатів та голови.

### Керівний склад ради
| ПІБ                          | Основні відомості                                                         | Дата обрання | Дата звільнення |
| ---------------------------- | ------------------------------------------------------------------------- | ------------ | --------------- |
| Кравченко Людмила Миколаївна | Сільський голова, 1970 року народження, освіта, член народної партії      | 26.03.2006   | 31.10.2010      |
| Кравченко Людмила Миколаївна | Сільський голова, 1970 року народження, освіта вища, член Партії регіонів | 31.10.2010   | 2015            |
| Кравченко Людмила Миколаївна | Сільський голова, 1970 року народження, освіта вища                       | 2015         |                 |

Примітка: таблиця складена за даними джерела